# 20Q

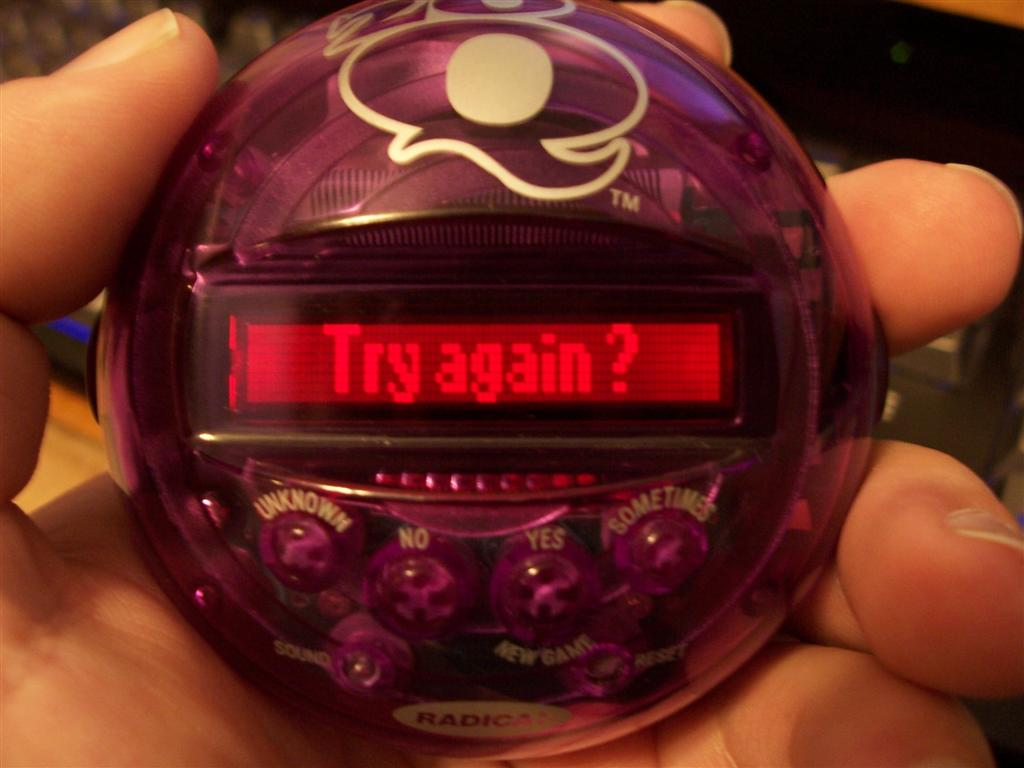
Dispositivo portátil, con forma esférica, para jugar a 20Q

20Q es un juego computarizado de veinte preguntas que comenzó como una prueba en inteligencia artificial (AI). Fue inventado por Robin Burgener en 1988. El juego se hizo junto con Radica en 2004, luego se suspendió en 2011 debido a que Tecno Source tomó la licencia de dispositivos 20Q.
El juego 20Q se basa en el juego Veinte Preguntas y en el Juego de salón conocido como veinte preguntas, y a la vez es un sitio web y un dispositivo de mano. 20Q le pide al jugador pensar en algo y luego el dispositivo trata de adivinar lo que está pensando con veinte preguntas de sí o no. Si no logra adivinar en 20 preguntas, se le pedirá unas 5 preguntas adicionales. Si no logra adivinar incluso con 25 (o 30) preguntas, el jugador es declarado ganador. A veces, la primera aproximación del objeto se le puede pedir en la pregunta 14.

## Historia y principios
El principio del juego se basa en que el jugador piensa en algo y el 20Q hace una serie de preguntas antes de adivinar lo que el jugador está pensando. Este software aprende por su cuenta con la información que se le transmite cuando los jugadores interactúan con él, así pues es bastante dinámico. El jugador puede responder a estas preguntas con: "Sí", "No", "Desconocido" y "Algunas veces". El experimento se basa en el clásico juego de las veinte preguntas, y en el juego de computadora Animales, popular durante la década de 1970, pero el algoritmo utilizado en dicho juego es más sencillo
La inteligencia artificial del 20Q utiliza una verdadera red neuronal artificial para recoger las preguntas y adivinar. Después de que el jugador ha respondido a las veinte preguntas planteadas (a veces menos), 20Q hace una suposición. Si es incorrecta, entonces se hacen más preguntas y luego vuelve a adivinar. El juego hace conjeturas basadas en lo que ha aprendido; no cuenta con una base de datos predeterminada. Las respuestas a cualquier pregunta se basan en interpretaciones de las preguntas de los jugadores. Ediciones más recientes cuentan con diferentes categorías, como música 20Q, donde el jugador tiene que pensar en una canción, y Harry Potter 20Q, donde el jugador piensa en algo del mundo de Harry Potter.
El 20Q AI puede sacar sus propias conclusiones sobre la forma de interpretar la información. Puede ser descrito como más de un taxonomía popular de una taxonomía general. Su conocimiento se desarrolla con cada partida. En este sentido, la versión en línea de 20Q AI puede ser inexacta, ya que reúne las respuestas de lo que la gente piensa y no de lo que la gente sabe. La inteligencia artificial de 20Q tiene ciertas limitaciones, ya que si bien puede aprender y adaptarse, no siempre será capaz de seguir la secuencia lógica. Por ejemplo, si el jugador estaba pensando en un "caballo" y respondió "No" a la pregunta "¿Es un animal?", entonces 20Q aprende que la secuencia lógica que llevaba no está relacionada con un caballo.
Las solicitudes de patente en los EE. UU. y Europa se presentaron en 2005. and
En agosto de 2014, 20Q.net Inc. con Brashworks Studios, desarrolló y lanzó una versión para iOS disponible en la tienda iTunes de Apple.

## El software de la inteligencia artificial de 20Q
La capacidad de modular de la inteligencia artificial 20Q significa que puede ser incrustada en dispositivos de pequeña escala. Actualmente, hay un dispositivo portátil de la IA. El dispositivo contiene una pequeña porción de la base original de conocimiento del sitio web; a diferencia de las versiones en línea del juego. 
La inteligencia artificial de 20Q es diferente de sistemas expertos menos flexibles, y extremadamente grandes. Su modularidad, adaptabilidad y escalabilidad significa que se puede aplicar a otros dispositivos, más complejos, para usos más complejos.
Funciona de la siguiente manera: tiene una base de datos con los posibles objetos, animales, etc. Cuando respondes a una pregunta, el software elimina el objeto, animal... que no cumpla esa condición. Este proceso se repite hasta que ha hecho 20 preguntas. Entonces te dice el animal, objeto... que más condiciones cumpla. Si no acierta, te hace otras cinco preguntas. Si aun así no acierta, guarda los datos y aprende de las respuestas anteriores.

## Show de TV
El 13 de junio de 2009,  GSN comenzó una versión de televisión del juego, organizada por Cat Deeley, con Hal Sparks como la voz de la computadora.